# 邢天正
邢天正（1910年7月10日—1994年），天津武清人，臺灣登山家、登山作家，臺灣岳界四大天王之一，是第一位完成臺灣三千公尺以上高山攀登之人。

## 生平

### 創下紀錄
邢天正家鄉武清縣地勢平坦，但他自幼喜畫山水，對自然美景有嚮往。1930年他考取通州師範學校，1948年戰亂逃至甘肅省包頭市，1953年從富國島到臺灣。
1959年春，邢天正參加玉山登峰隊，自此開啟他攀登臺灣高山的興趣，兩個月後春節就參加雪山登峰隊，次月青年節完成大霸尖縱走雪山，11月下旬攀登大水窟山與秀姑巒山。對高山入迷，他是說因故鄉連幾公尺高的丘陵都沒有，所以特別喜歡山。該年總計他共攀登三千公尺以上高山的主峰與副峰有十九座，二千公尺以上的為二座，另有二座三千公尺以上的高峰因時間不足中途折回，其中約十二座高峰是臺灣戰後登山團體首次登臨。
服務於糧食局的邢天正，因每個月都有一半時間在外縣市出差，所以他利用節餘下來的日子登山。排雲山莊名字由來，就是由他命名。初期，他登山是參加登山團體，至1962年開始雇原住民帶路，極少人至的深山。一次，他由海端鄉利稻部落越過關山鎮，縱走大鬼湖、小鬼湖，但因濃霧而在密林中迷失方同，被兩名雇工布農族人責怪，甚至還拿獵槍逼他開路、要他自己揹東西，讓他感覺「反了」。在爬山經歷中，他說久久不忘的是1964年6月在向陽山遇到山洪暴發受困多日、與11月縱走玉山跌落約五十多公尺崖下的事故。1964年9月起，他才找到志同道合的丁同三結伴同行。
邢天正首先參加台灣省山嶽協會，後來又參加台北市登山會、中國青年登山協會、健行會。「臺灣岳界四大天王」名號的由來就是1967年8月，中國青年登山協會為慶祝邢天正完成玉山、雪山、中央山脈所有高峰登頂，邀請林文安、蔡景璋、邢天正、丁同三四人結伴攀登戰後時期尚無人登頂的西合歡山，以後他們四人就常常結伴攀登大山。丁同三形容邢天正是「標準的北方人」、細心、沈穩，在山中有穩定軍心的作用，是難得的登山夥伴。因邢天正是臺灣第一位爬完所有三千公尺以上臺灣高山的登山家，1968年4月14日，台北市健行會第一屆第一次會員大會上，理事長張燦堂頒發「健行楷模」錦旗，和一千元獎金、獎狀，贈送給邢天正。

### 著書立論
邢天正寫登山文章的地點，是他在臺北市杭州南路三坪不到的糧食局宿舍。他著作《台灣高山簡記》到《台灣省高山明細表》的整理問世，被認為澤惠岳界甚多。其繪製的台灣山脈稜脈地圖，也讓後輩受益良多，因此被評價說他讓人尊敬的不僅是登山的成績，而是其薪火相傳、不計名利的胸懷，建立了一個登山家的典範。他也會參考蔣師轍《台游日記》、丁曰健《治臺必告錄》、姚瑩《東槎紀略》、《台東州採訪冊》、《噶瑪蘭廳志》等古書，在登山刊物上發表在臺灣山岳名的考據，如秀姑巒山名稱的由來是與阿美族有關，而不是所謂的鄭成功妹妹秀姑因死山中而命名的。
1968年，邢天正在台北市健行會頒獎時，答覆記者說計畫以九年將他爬山所得資料繕印成書，字數可能在百萬以上，以每次登山活動為單元，對該一山區路線、地形、地質、氣候等均加以詳細報導。他曾創辦專門探討與山有關的問題的《大自然》雜誌，但出版兩期就不堪賠損而倒閉。

### 山友救助
邢天正會以登山來解他的鄉愁，在1971年中央山脈大縱走擔任藍隊隊長時，他寫下會想到隔海的遠方而淒然。晚年，他因生病不能隨意攀登高山後，住於關渡浩然敬老院，就常為思念家人而傷心落淚，偶爾才有熟識的山友去探訪。1982年秋開始，他在健行登山會的會刊《中華登山》撰寫「萬里雲遊記」，描寫他在中國大陸時從北京經蘭州到酒泉，再迂迴祁連山回到蘭州，南達成都又南下到越南的回憶。
1983年春，邢天正到公保大樓取藥途中，忽然暈倒，送至台大醫院暈迷七天又併發肺炎，3月7日轉到空軍總醫院治療。3月間，因不慎摔倒，左眼幾乎失明。4月又開刀治眼疾時，由於積蓄已因投資雜誌而所剩無幾，故舊好友考慮他個性較強，決定以出版其著作的名義幫他助度難關。4月30日，中華健行登山會會議上，眾人決定成立「邢天正先生著作出版基金委員會」，陸續出版其著作。此委員會由蔡禮樂、時光琳、丁同三等發起，並推洪金壽、黃浴沂、廉祥源、李希聖為執行小組。11月26日，中華健行登山會上，委員時光琳、洪金壽、李希聖、丁同三等人通過邀請台北市登山會理事長顏艮昌加入為基金會委員。《戶外生活》雜誌社邀請李希聖擔任主編，先出版《邢天正登山講座》。

### 返回中國居住
開放兩岸探親後，邢天正1988年春返回故鄉武清時，臺灣登山界為感念貢獻，將基金會尚餘三十九萬元全數轉贈其做為盤纏，以壯行色。當他返回家裡時，髮妻卻已年前去世，分離多年的兩人未見最後一面。
邢天正在家鄉由兒子邢最齊照顧，孫女兒也協助照顧起居。1989年，中国登山协会為1990年亞洲運動會撰寫中國登山史，協會秘書長王鳳桐特地到天津拜訪邢天正，請他執筆臺灣登山史部分。
在家鄉的邢天正與前往探訪的台灣山友談到山林趣事時，精神特別好。山友蔡光隆、張文溪及李淳容等都去過看望邢天正。焦桐回憶1990年去天津看望時，看著曬著陽光、行動遲緩不便的邢天正說想去攀聖母峰，形容當時邢天正「輪廓有金色的鑲邊」。
1994年初，邢天正在故鄉天津過世。